# 找死的兔子
《找死的兔子》（The Book of Bunny Suicides），又译《小白兔自杀手册》，是英国作家安迪·莱利於2003年所著的一本关于黑色幽默的漫画。2004年，作者发行了本作续集《又来了，找死的兔子》（Return of the Bunny Suicides）。

## 内容
每一张漫画都讲述着多只雪白的小兔子想方设法自杀的故事。这些兔子动用了旋转门、烤面包机、手榴弹、飞来镖等种种它所能想到的工具，用很多有趣的方式自殺。这本书模仿了一些其他作品，其中最明显的是模仿了柳条人（Wicker Man）、终结者以及著名导演史丹利·庫柏力克（Stanley Kubrick）所拍摄的《奇爱博士》（Dr. Strangelove or: How I Learned to Stop Worrying and Love the Bomb）的形象。

## 撤架风波
2008年9月，上海因多名学生自杀事件 而对《找死的兔子》等自杀主题图书进行撤柜。